# اورلیو خوزه فیگوئرادو
اورلیو خوزه فیگوئرادو (انگلیسی: Aurelio José Figueredo; ۲۷ دسامبر ۱۹۵۵ – ) دانشمند در زمینه روان‌شناسی فرگشتی آمریکایی است. او استاد روان‌شناسی، مطالعات خانواده و توسعه انسانی در دانشگاه آریزونا است، جایی که او همچنین مدیر آزمایشگاه رفتارشناسی و روان‌شناسی تکاملی است.